# Cienfuegosia
Cienfuegosia es un género con 58 especies de plantas con flores perteneciente a la familia  Malvaceae. Es originario de Brasil. Fue descrito por Antonio José de Cavanilles y publicado en  Monadelphiae Classis Dissertationes Decem  3: 174-175, 185, en el año 1787. Su especie tipo es Cienfuegosia digitata Cav.
Su nombre hace honor a Bernardo de Cienfuegos.

## Especies seleccionadas
| - Cienfuegosia affinis (Kunth) Hochr. - algodonero de cerro - Cienfuegosia althaeoides - Cienfuegosia anomala - Cienfuegosia argentina - Cienfuegosia australis - Cienfuegosia benthamii | - Cienfuegosia bricchettii - Cienfuegosia chiarugii - Cienfuegosia cuneiformis - Cienfuegosia cuyabensis - Cienfuegosia digitata |

## Sinonimia
- Fugosia[3]